# Magdalena Pietersz
Magdalena Pietersz (Haarlem, abans de 1560 - després de 1592), four una pintora neerlandesa del Renaixement.
Filla del pintor de vidre Pieter Adriaensz, va néixer en Haarlem. Va contreure matrimoni amb el també pintor Pieter Pietersz el 1577. El 1585 els esposos es van traslladar a Amsterdam, on més tard van tenir un fill que va ser batejat el 1592.És coneguda per les seves escenes de mercat.